# Terrada
Terrada är en udde i Antarktis. Den ligger i Västantarktis. Argentina, Chile och Storbritannien gör anspråk på området.
Terrängen inåt land är huvudsakligen kuperad, men västerut är den bergig. Havet är nära Terrada åt sydost. Trakten är obefolkad. Det finns inga samhällen i närheten. 